# کاظم کامل
کاظم کامل (انگلیسی: Kadhim Kamil؛ زادهٔ ۱ ژوئیهٔ ۱۹۵۱) بازیکن فوتبال اهل عراق است.
وی همچنین در تیم ملی فوتبال عراق بازی کرده‌است.